# Huntington (New York)
Pour les articles homonymes, voir Huntington.
Huntington est une ville de l'État de New York, dans le comté de Suffolk. Elle est située sur la côte nord de l'île de Long Island.

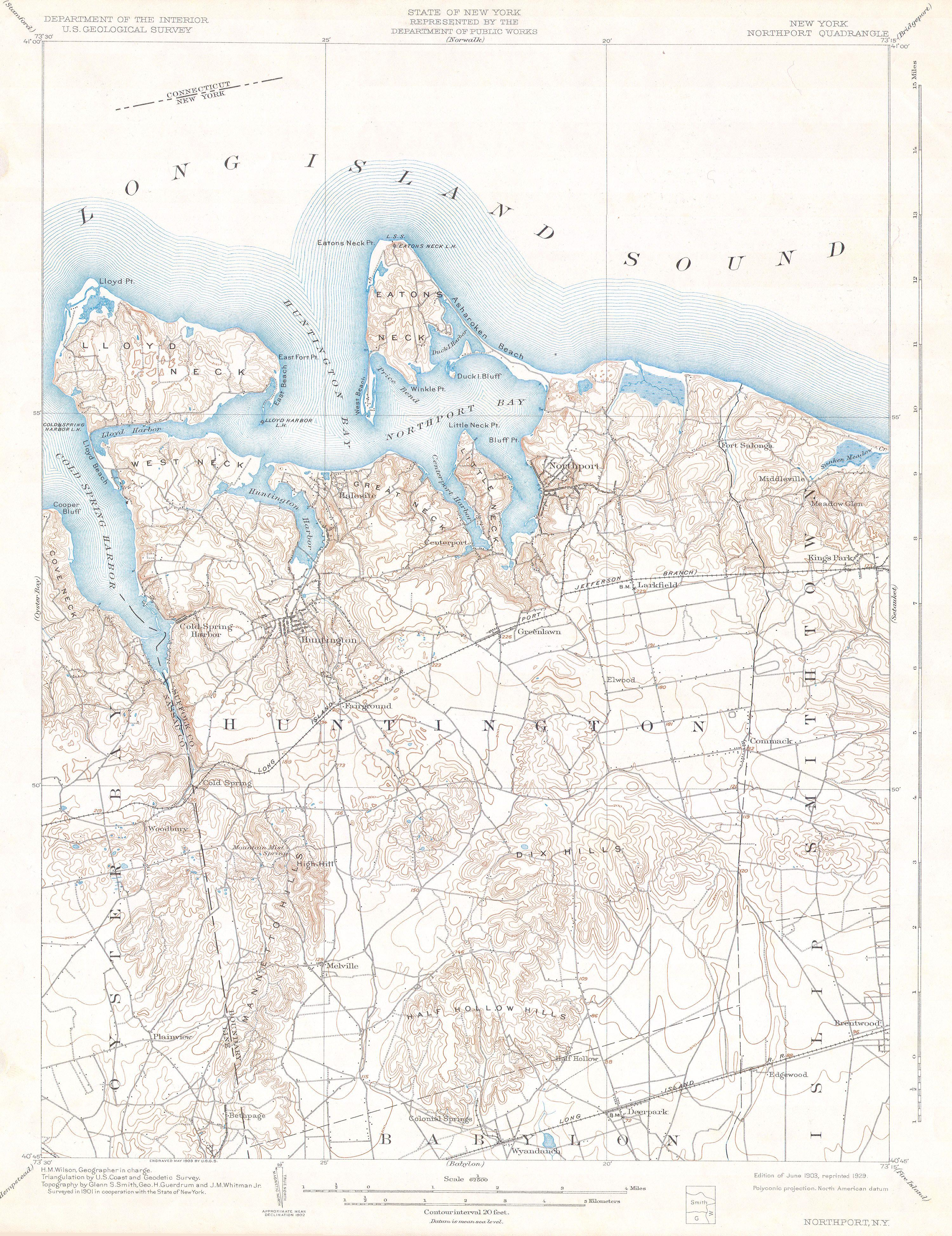
Carte de Huntington en 1900

Lors du recensement de 2000, la population était de 195 289 habitants.
John Coltrane (1926-1967) y passa la dernière année de sa vie avant d'y mourir d'un cancer foudroyant.